# Maramonovca, Drochia
Maramonovca (Moara Nouă) este un sat din raionul Drochia, Republica Moldova. Majoritatea populației este de origine etnică ucraineană.  temporar numită Moara Nouă în perioada interbelică.

## Istorie

### Perioada Românească
Satul Maramonovca este atestat documentar în perioada interbelică, fiind parte a județului Soroca în Regatul României.
În anul 1921, Comisiunea județeană Soroca a expropriat pădurea Maramonovca, în suprafață de 147 ha și 9.731 m.p., aflată pe teritoriul comunei Maramonovca, proprietate a Băncii Țărănești. Decizia a fost reformată în 1922 de Comisia Centrală de Judecată în urma unui apel formulat de Constantin Strepniadi, procuratorul moștenitorilor Fon-Meves Eugenia Elena Corebut Daschevri.
În 1924, Colesnic Ioan, invalid de război din Maramonovca, și-a pierdut carnetul de identitate No. 33.192 din 14 Iulie 1923, eliberat de Oficiul Național I.O.V.
În 1926, invalidul de război Axente Turcan din comuna Maramonovca, județul Soroca, și-a declarat nul și fără valoare biletul de reformă definitivă No. 162, seria II, eliberat de către comisia IX medico-militară. Petre Baban, locuitor al satului Maramonovca, a intentat divorț împotriva soției sale, caz judecat de Tribunalul Soroca și consemnat în Monitorul Oficial în 1928.
În 1927, Andrei Vidrițchi din comuna Maramonovca, jud. Soroca, a fost condamnat să plătească 300 lei amendă.
În 1928, Andrei Verbițchi, fost cu domiciliul în comuna Maramonovca, județul Soroca, a fost condamnat să plătească 100 lei amendă.

### Perioada Sovietică
În trecut, țăranii din Maramonovca au fost implicați în evenimente legate de revoluția din octombrie. Documente din acea perioadă menționează că țăranii din sat au pus mâna pe pământurile moșierilor. 
În anul 1967, în urma decretului Prezidiului Sovietului Suprem al RSS Moldovenești din 27 decembrie 1966, satul Maramonovca, care făcea parte din raionul Dondușeni, a fost inclus în componența noului înființat Raionul Drochia.
În primăvara anului 1967, raionul Drochia, inclusiv Maramonovca, a fost scena unor activități agricole intense, marcate de eforturile oamenilor de a realiza lucrările agricole în termene optime. În localitate funcționa un sector legumicol de stat care se ocupa cu aclimatizarea și cultivarea diferitelor soiuri de legume.
Colhozul din Maramonovca purta denumirea simbolică "Aurora", nume ales în legătură cu evenimentele Revoluției din Octombrie și cu scrisoarea unui localnic, marinar pe crucișătorul "Aurora". În anul 1967, colhozul a raportat realizări semnificative în producția agricolă și un venit considerabil, contribuind la dezvoltarea satului prin construcția de noi facilități sociale și comerciale.
În 1968, tinerii din Maramonovca au participat la întâlniri cu reprezentanți ai comitetului raional de partid și cu obștimea, unde au discutat teme politice și sociale importante, împărtășindu-și experiența de muncă și făcând propuneri.
În 1969, la adunarea colhoznicilor din artelul agricol "Aurora", Tamara Nichiticna Baraliuc, secretarul comitetului executiv al Sovietului sătesc Maramonovca, a fost propusă drept candidat pentru alegerile de deputați ai Sovietului raional. Tot în acest an, sculptorul autodidact Alexei Robota din Maramonovca, împreună cu alți talentați amatori, a organizat un atelier în sat, creând opere de artă dedicate centenarului nașterii lui Vladimir Ilici Lenin. Sovietul sătesc Maramonovca a implementat noi forme de lucru pentru organizarea comunității, creând grupuri de deputați în satele Ceapaevca, Iliciovca și Șalvir.
În 1970, ziarul "Moldova Socialistă" a publicat un articol amplu despre transformările sociale și economice din Maramonovca. Articolul descrie istoria satului, de la perioada pre-sovietică, marcată de sărăcie și exploatare, la dezvoltarea sa în perioada sovietică. Sunt menționate figura lui Demian Sarabun, un localnic implicat în mișcarea revoluționară, și eforturile comuniștilor de a răspândi ideile noi în rândul țăranilor. 
Articolul evidențiază schimbările majore survenite în sat, printre care:
- Construirea primei hidrocentrale colhoznice în 1950, care a adus electricitate în casele oamenilor.[15]
- Dezvoltarea infrastructurii: construirea unei școli noi, a unui combinat de deservire socială, introducerea apeductului, deschiderea de magazine și a unei ospătărie.[15]
- Creșterea nivelului de trai al locuitorilor, reflectată în achiziționarea de autoturisme și motociclete.[15]
- Transformarea psihologică a oamenilor, care au devenit mai conștienți de rolul lor în dezvoltarea comunității și mai implicați în munca colectivă.[15]

Articolul menționează, de asemenea, succesele colhozului "Aurora", considerat unul dintre cele mai mari și mai prospere din raion, și realizările unor localnici, precum Eroul Muncii Socialiste Vasilisa Mihailovna Tverdohleb și mecanizatorii Ivan și Sava Zagdiitco, Semion Cubei și Alexei Furtună. 
Tot în 1970, ziarul a publicat un articol despre progresul social și lupta împotriva religiei, în care se face o comparație între prima stație electrică colhoznică din Maramonovca și centralele hidroelectrice moderne, subliniind rolul energiei electrice în dezvoltarea tehnicii și a culturii.
Spre sfârșitul anului 1970, un alt articol din ziar descrie transformarea radicală a satului Maramonovca, comparându-l cu un orășel modern, cu case arătoase, antene de televizoare, parc, școală cu etaje, magazine și străzi pietruite.  Articolul detaliază progresele înregistrate în mecanizarea agriculturii și introducerea de tehnologii moderne în colhozul "Aurora", precum și importanța formării de cadre calificate și rolul organizației de partid în conducerea gospodăriei. 
În 1971, locuitorii din Maramonovca au participat activ la procesul electoral pentru alegerea deputaților în Sovietul Suprem al Republicii Sovietice Socialiste Moldovenești. O adunare electorală desfășurată la Casa de Cultură a colhozului "Aurora" a propus candidatura lui Gleb Grigorievici Dîgai, candidat în membru al Biroului Comitetului Central al Partidului Comunist al Moldovei, pentru circumscripția electorală Maramonovca.
Ulterior, a avut loc o întâlnire între alegătorii din circumscripția Maramonovca și Gleb Grigorievici Dîgai, în cadrul căreia s-a discutat despre importanța alegerilor și despre realizările Congresului al XXIV-lea al PCUS. Alegătorii și-au exprimat sprijinul pentru candidat, iar acesta le-a mulțumit pentru încrederea și și-a luat angajamentul de a lucra pentru binele poporului.
În 1972, librăria din satul Maramonovca a fost una dintre cele premiate pentru rezultatele obținute în propagarea și difuzarea cărții.
În 1973, ziarul a publicat un interviu cu Ilie Untilă, agronom în satul Maramonovca și candidat în științe biologice, despre starea culturilor de toamnă și perspectivele recoltei viitoare. Articolul evidențiază importanța respectării regulilor agrotehnice, progresele înregistrate în cultivarea cerealelor și potențialul de a obține recolte mari.
Tot în 1973, un articol menționează începerea lucrărilor de construcție a unui complex zootehnic în satul Șalvirii-Vechi din raionul Drochia, complex care urma să fie unicul de acest fel din raion. La construcția complexului urmau să participe tineri din raion și elevi din Maramonovca.
În 1974, ziarul "Moldova Socialistă" a publicat un articol despre rolul revoluției ruse și al bolșevicilor în Moldova, menționând sprijinul acordat de țăranii din diverse localități, inclusiv Maramonovca, pentru stabilirea Puterii Sovietice.
În 1981, ziarul a publicat o scrisoare de mulțumire adresată Lidiei Anatolievna Stati, șefa spitalului de sector din Maramonovca, pentru profesionalismul și amabilitatea sa în îngrijirea pacienților.
Tot în 1981, ziarul a relatat despre o ședință a Prezidiului Sovietului Suprem al RSS Moldovenești, în cadrul căreia a fost aprobată practica de lucru a Sovietului sătesc Maramonovca în domeniul sporirii producției agricole în gospodăriile auxiliare personale ale cetățenilor. S-a menționat activitatea Sovietului sătesc în sprijinirea gospodăriilor individuale, inclusiv ajutorul acordat în lucrarea loturilor, asigurarea cu semințe și îngrășăminte, și facilitarea creșterii animalelor.
Un alt articol din 1981 descrie în detaliu măsurile întreprinse de Sovietul sătesc Maramonovca pentru a sprijini gospodăriile auxiliare ale locuitorilor, inclusiv încheierea de contracte cu colhoznicii pentru achiziția de produse agricole, asigurarea cu nutrețuri și alte facilități, și organizarea unui punct de deservire zooveterinară. Articolul evidențiază rezultatele pozitive ale acestor măsuri, reflectate în creșterea producției agricole și asigurarea locuitorilor cu produse alimentare.
În 1982, ziarul a publicat un articol despre experiența Sovietului sătesc Maramonovca în sprijinirea gospodăriilor auxiliare ale locuitorilor, subliniind rolul important al acestora în asigurarea resurselor alimentare. Articolul detaliază măsurile întreprinse de Sovietul sătesc și colhozul "Aurora" pentru a sprijini producția agricolă individuală, inclusiv încheierea de contracte, asigurarea cu nutrețuri și utilaje, și organizarea de puncte de deservire zooveterinară.
Tot în 1982, ziarul a menționat într-un reportaj despre evenimentele culturale din satul Maramonovca, organizarea unui muzeu de istorie și cercetare a ținutului natal într-o fostă biserică. Muzeul prezintă exponate despre istoria localității, inclusiv despre personalități marcante și realizările economice și culturale ale satului.
În 1984, ziarul a publicat o notă scurtă despre nemulțumirea locuitorilor din Maramonovca față de întârzierea construcției unei piețe promise de președintele colhozului "Aurora".
În 1985, ziarul a menționat într-un articol despre activitatea Sovietelor locale din republică, exemplul pozitiv al Sovietului sătesc Maramonovca în sprijinirea gospodăriilor auxiliare ale cetățenilor.
În 1989, ziarul a menționat planurile de construire a unei fabrici de cărămidă în Maramonovca, datorită disponibilității forței de muncă în localitate.

## Administrație și politică
Componența Consiliului local Maramonovca (11 consilieri), ales la 5 noiembrie 2023, este următoarea:
|  | Partid                                       | Consilieri | Componență | Componență | Componență | Componență | Componență | Componență |
|  | -------------------------------------------- | ---------- | ---------- | ---------- | ---------- | ---------- | ---------- | ---------- |
|  | Partidul „Renaștere”                         | 6          |            |            |            |            |            |            |
|  | Partidul Socialiștilor din Republica Moldova | 5          |            |            |            |            |            |            |